# جس استون: فایده شک
جس استون: فایدهٔ شک (انگلیسی: Jesse Stone: Benefit of the Doubt) یک تله‌فیلم درام، جنایی و معمایی آمریکایی محصول سال ۲۰۱۲ به کارگردانی رابرت هارمون با بازی تام سلک و کتی بیکر است. این فیلم بر اساس شخصیت‌های رمان‌های جسی استون خلق‌شده توسط رابرت بی پارکر است. داستان دربارهٔ رئیس پلیس یک شهر کوچک نیوانگلند است که پس از منفجر شدن جایگزینش در ماشین پلیس شهر، از بازنشستگی اجباری خود بازمی‌گردد. داستان در شهر ساختگی پارادایس، ماساچوست می‌گذرد. این فیلم هشتمین فیلم از مجموعه ۹ فیلم تلویزیونی است که بر اساس شخصیت‌های رمان‌های جسی استون اثر پارکر ساخته شده‌است. این فیلم اولین بار در ۲۰ می ۲۰۱۲ از شبکه تلویزیونی سی‌بی‌اس پخش شد.

## بازیگران
- تام سلک
- کتی بیکر
- گلوریا روبن
- ویلیام سدلر
- رابرت کارادین
- سال روبینک
- ویلیام دیون